# 変態先輩と俺と彼女
『変態先輩と俺と彼女』（へんたいせんぱいとおれとかのじょ）は著者・山田有のイラスト・犬洞あんのライトノベル。富士見ファンタジア文庫（富士見書房）より2011年8月から2012年6月まで刊行された。

## 登場人物
日野 柊一（ひの しゅういち）
主人公。幼馴染のせしるから変態的なアプローチを日々受け続けている。
せしるが結成したハーレム団になりゆきで入ることになる。
涼風 せしる（すずかぜ せしる）
柊一の1歳上の幼馴染で、黒髪の美少女だが筋金入りの変態。
普段は変態的言動ばかりをしているが、実は「エイリアンブレイン」と呼ばれる世界的天才集団の一人。
柊一のことが大好きで、柊一を「正妻」にするべく、常人には理解不能なあらゆる変態的手段を講じて日々迫っている。加えて、「ハーレム団」なるものを結成し美少女、美男子、美幼女を侍らせることを企んでいる。
水谷 詩緒里（みずたに しおり）
品行方正、文武両道の完璧系美少女。
だが実際は、たゆまぬ努力で常に自分を高めようとする努力家。ただそれを表には全く見せないため、周囲からは「高嶺の花」扱いを受けている。悔しい時にはウサギ跳びをして己を戒める一面も持つ。
当初は、せしるの結成したハーレム団を「怪しい部活動」と位置づけて、真っ向からせしると対立し、何とかしてハーレム団の活動を正そうとしていた。しかし、柊一にうさぎ跳びをしていたところを見られたのをきっかけに、彼に「恋愛勝負」を申し込み、ハーレム団メンバーとも頻繁に関わるようになる。
現在では、柊一に相当の好意を抱いているようで、「恋愛勝負」を隠れ蓑に、度々せしると共に柊一へのアプローチ合戦をしている。
柊一からは「詩緒里」、せしるからは「しおりん」と呼ばれている。
愛須＝カフェ・ラ・テ＝美香子（あいす＝カフェ・ラ・テ＝みかこ）
ハーレム団のメンバー。いつも片目に眼帯をしているロリ系パンク美少女。
頭が悪く、自分の名前もろくに言えないため、天然でアホの子。柊一からは「かへらへ」と呼ばれている。
浅笠 みつけ
ハーレム団のメンバー。外見は完全な美少女だが実は男の娘。
瀧川 苺
2巻でハーレム団メンバーに加わったゴスロリ系美少女（美幼女？）
父親は「アクアドリーム瀧川」という大型プール施設を経営している。
自分が「カナヅチ」であることに悩み、プールが使用できなくなれば泳がなくても良いと考え、中学時代にせしるが起こした「プリン騒動」を聞き、ハーレム団に「プール一杯のプリンを作って欲しい」と依頼した。
鈴木 紫音麻
本名は「水谷 紫音麻」で、実は詩緒里の妹。
努力家の姉とは違い、天然のハイスペック美少女。
姉から柊一の話を聞き、彼の人間性を確かめるため、半ば無理やり柊一の家に居座っていた。

## 既刊一覧
- 山田有（著）・犬洞あん（イラスト）、富士見書房〈富士見ファンタジア文庫〉、全3巻
  1. 2011年8月20日発売[1]、ISBN 978-4-8291-3675-1
  2. 2012年2月18日発売[2]、ISBN 978-4-8291-3715-4
  3. 2012年6月20日発売[3]、ISBN 978-4-8291-3776-5